# 戈登·布朗
，CH，PC（1951年2月20日—），通稱，英国政治人物，生于英國苏格兰格拉斯哥，曾任英國首相、財政大臣及工党黨魁。2007年至2010年担任英国首相及工党领袖，1997年至2007年则于工党政府中任财政大臣。1983年至2015年布朗亦为英国国会议员，前后分别代表东邓弗姆林及柯科迪和考登毕斯选区。
白高敦在爱丁堡大学获得博士学位后，曾於一間继续教育机构內授课，后成为电视台记者。1983年大选后，他当选东邓弗姆林选区议员。1989年，他加入影子内阁，受任为影子内阁贸易大臣，並於1992年升任影子内阁财政大臣。1997年英国大选中工党获胜后，他被选为财政大臣，其总任期在英国现代历史上为最长者。
白高敦在其财相任期内大幅度推动货币和财政等方面的政策改革，赋予英格兰银行利率定制权，大幅扩张财政部权力，并将银行监管责任交予金融服务局。他亦于其首部预算中废止公司预扣税，并于末部预算中废止本人于1999年引入的10%基税，受到一定争议。2007年托尼·布莱尔辞去首相职位，布朗在党内选举中未遇敌手，自动当选首相。
前期布朗作为首相支持率较高，但在2008年经济衰退后工党受欢迎度下滑，2009年在地方和欧洲选举中连续受挫。2010年大选中工党于下议院失去91席，为党史自1931年来最惨重的失败，并使保守党成为悬浮议会中第一大党。工党同自由民主党开始进行组阁商谈，布朗暂时留任首相，但其最终于2010年5月10日宣布将辞去党首职位。5月11日工党组阁计划宣告失败，布朗正式宣布辞去首相及党首二职。戴维·卡梅伦接任首相职位，埃德·米利班德接任工党领袖职位。
布朗在2014年苏格兰独立公投扮演重要角色，为维持联合一方拉取选票。
他的政治思想被称为布朗主义。

## 早年
白高敦1951年2月20日生于苏格兰第一大城格拉斯哥的農莊留產所，父亲约翰·埃比尼泽·布朗（John Ebenezer Brown；1914-1998）是苏格兰国教会牧师，母亲杰西·伊丽莎白·布朗（Jessie Elizabeth Brown；1918-2004）为木材商约翰·苏特（John Souter）之女。白高敦有一个哥哥约翰和一个弟弟安德鲁。幼时家境清苦，不过父亲总是乐善好施，这对于白高敦影响甚深，也培养出白高敦相当温和内敛的性格。
白高敦3岁时随家人搬到爱丁堡附近小镇可卡迪居住。
15岁的白高敦神童般获得了苏格兰殿堂级学府爱丁堡大学的特别奖学金，成为爱丁堡大学史上最小年龄的大学生，并于1972年获得历史学一等荣誉硕士学位，10年后于1982年获得博士学位。
16岁一场英式橄榄球比赛中，白高敦意外遭误投重创，导致视网膜脱落。经过长久手术治疗后，右眼保住，左眼至今失明。所以至今白高敦的演讲稿都务必特别以特大号字体打印。

## 記者生涯
白高敦早已颇俱声望：学生时期就被选为爱丁堡大学名誉校长和大学法庭的主席，并编辑了苏格兰红皮书；他在爱丁堡大学和喀里多尼亚大学授课，也曾是苏格兰电视台记者。1983年，布朗首度當選英國下議院議員，該年工黨在大選慘敗、議席下降至二戰後最低。1986年，布朗撰写了一部独立工党政治家詹姆斯·麦克斯顿的传记。

## 政治生涯

### 財政大臣
1994年，工党党魁约翰·史密斯心脏病发去世，貝理雅与白高敦達成一项政治交易，貝理雅担任工党党魁、即未来的首相，而白高敦则担任工党政府的财政大臣、即內閣的二號人物。
白高敦在上任成为财政大臣之后，出人意料地赋予英格蘭銀行独立制定利息基本利率的权力和责任，从而使其控制货币政策。并且没有让英国加入欧洲单一货币体系，英国《金融时报》认为这个举动避免了财政危机。其次，他向英国医疗服务体系NHS注入资金，重整了这个体系，使得英国的医疗支出占国内生产总值的比例达到了欧洲的平均水平。
白高敦在任财政大臣的十年間，英國經歷了一個「三低」的年代：低稅率、低利率及低失業率。白高敦财政大臣任內，利得稅的標準稅率降至20%，企業稅由33%減至28%，被稱是「減稅專家」（The Tax cutter）；失業率亦下降至5.5%，遠低於歐元區的8.1%。
白高敦上任财政大臣之后，亦下令開始進行有關英國加入歐元區的研究，但他認為英國加入歐元區的條件尚未成熟。他的政策亦有一些受爭議的地方。1999年至2002年間，他以遠低於市價的每盎司275美元出售英國60%的黃金儲備而受批評；但黃金價值一直上漲，直至2008年已迫近每盎司800美元。在任期間，他亦捲入了2000年牛津大學學生取錄風波。
白高敦任财政大臣長達十年，期間未曾被撤換，這是在英國近代歷史上是絕無僅有；任期達十年的上一任財相為兼任首相的小威廉·皮特，1783年履新。

### 出任首相
2007年5月11日，時任英國首相托尼·布莱尔宣布請辭工黨黨魁，而布朗則在313人的推舉票下出任工黨黨魁。6月27日，布朗正式接替布莱尔，出任新的英國首相。上任後，布朗曾因矢言加大打擊恐怖主義力度，支持率處於高位。一年後，正當全球爆發金融危機之時，尽管布朗在关键时刻决定对英国银行业进行资本重组，以及实施临时财政刺激。在英国以外获得广泛认可，使美国和欧陆国家纷纷效仿。但英國經濟仍然陷入困難，使布朗與工黨支持率不斷下降，甚至多次有資深黨員要求他辭職。2009年6月兩名內閣大臣陷入財政醜聞，更使評論認為布朗開始失去對局面之掌控。2010年，布朗政府认识到修复财政的必要性，开始收紧财政政策。

### 辭職
2010年5月6日舉行的大選，工黨在下議院的席次少於保守黨，議席由選前的349席減少至258席。經過多次的政黨協商後，5月11日，布朗承認與自由民主黨籌組聯合政府的計畫失敗，宣布辭去黨魁及首相職務；保守黨與自由民主黨組成聯合政府，並由保守黨黨魁卡麥隆出任新一任首相；同日，布朗宣佈辭去工黨黨魁。工黨在9月底舉行的黨大會，選出41歲的艾德·米勒班出任新黨魁。布朗辭去首相一職，與其他辭去首相職務的首相一樣，繼續擔任後座議員（backbench）。

### 卸任後
2010年12月，布朗在宣传其新书《大冲撞之外》时表示，英国及其它欧洲国家缩减公共开支，将削弱它们应对亚洲新兴经济体的能力；如果英国和其它西方国家不能应对以中国为首的亚洲经济体的崛起，全球人民将在接下来的十年中目睹“西方大衰落”；若欲制止未来十年内发生西方大衰落，“欧美需改变方向，应对‘世界经济重构’这一巨大挑战，使自己从亚洲消费能力的极大增长中获益”。
2012年7月，布朗被任命為聯合國全球教育特使（United Nations Special Envoy for Global Education）。
2014年蘇格蘭獨立公投，布朗為反對蘇格蘭獨立的工黨拉票，最終公投被否決。2015年英國大選，布朗未有競選連任，結束他在下議院三十二年的政治生涯；而他原有的議席，如其他蘇格蘭的工黨議員一樣，被蘇格蘭民族黨取代。

## 轶闻
布朗非常喜欢伦敦一家质朴风格的中餐厅，几十年如一日对那家中餐厅情有独钟，而且几乎每一餐都会吃菠萝鸡和蒸米饭，妻子莎拉则是特别喜欢其中的香脆牛肉，使用地道的中式筷子也得心应手。
布朗從政時由於長期未婚，加上無緋聞，曾经长期是公众眼中的疑似同性恋者，但其实他和莎拉的恋情持久而低调隐秘，兩人在1994年認識。2000年8月3日，他與交往六年的莎拉在家中低調結婚。2002年長女珍妮佛·简（Jennifer Jane）出生，但僅十日便夭折。2003年長子约翰·麦考利（John Macaulay）出生，2006年次子詹姆斯·弗雷泽（James Fraser)出生。2006年弗雷泽被诊断出患有囊性纤维化。太阳报得知情况，发表了文章。布朗在2011年表示，他想让儿子的病情细节保密，这份出版物让他流泪。而太阳报则表示，他们找到了布朗并与他的同事进行讨论，他们为文章提供了引用。
布朗有两个兄弟，约翰·布朗（John Brown）和安德鲁·布朗（Andrew Brown），2004年以来安德鲁一直担任法国公用事业公司EDF能源的英国媒体关系负责人。
布朗是《哈利·波特》的作者J·K·罗琳的朋友，她说布朗：“我认为他是和蔼可亲，有趣又善于交际的人，是很棒的倾听者、友好又忠诚的朋友。”
2010年英國大選前夕，白高敦造訪一位選民達菲爾太太，達菲爾太太當面抱怨英國有太多來自東歐的移民和本地人搶奪職位。事後白高敦私下同助手說達菲爾太太食古不化，由於他當時沒有卸下電視臺的無線麥克風，結果該段錄音被全英國民眾聽到。白高敦在電台第一次聽到這段錄音時面色大變急忙澄清，最後白高敦登門向逹菲爾太太道歉，不過已經嚴重挫敗工黨的選情。